# 惠順翁主
惠順翁主（韓語：혜순옹주，1512年—1583年），姓李，名鐵環，朝鮮中宗李懌的庶長女，生母為敬嬪朴氏。

## 生平
中宗七年正月二十五日誕生，十歲時下嫁金憲胤之子金仁慶。
中宗二十八年（1533年），敬嬪、福城君相繼被賜藥自盡，惠順翁主則被廢為庶人，直到中宗三十六年才復爵。
宣祖十六年十一月，金仁慶卒，享壽六十九歲；同年十二月，惠順翁主亦逝世，享壽七十二歲。

## 家庭
- 夫：光川尉金仁慶（1515年-1583年）
  - 養子：金虎秀，生父為金遠慶（金仁慶之弟）。

## 附註
1. ↑  《璿源錄》
2. ↑  〈光川尉金公墓誌銘〉…公生於正德乙亥四月甲午。諱仁慶。字景裕。七歲。選尙中宗大王女惠順翁主。授順義大夫光川尉。…翁主性稟柔巽。事公六十年。少無違拂。遇公諸妾。略不妬忌。生於正德壬申正月辛未。享年七十有二。其歿距公卒。僅半月。…
3. ↑  .   [2014-03-01]. （原始内容存档于2014-03-04）.
4. ↑  .   [2014-03-01]. （原始内容存档于2014-03-04）.
5. ↑  .   [2014-03-01]. （原始内容存档于2014-03-04）.
6. ↑  〈光川尉金公墓誌銘〉…萬曆癸未十一月戊戌。疾終。享年六十有九。訃聞。上震悼輟朝。賻賜有加。喪葬事。皆官庀之。十二月壬子。翁主亦沒。…